# Десять заповідей (фільм, 1923)
Десять заповідей (англ. The Ten Commandments) — американська драма режисера Сесіля Блаунта Де Мілля 1923 року. Створений в жанрі епосу, фільм заснований на біблійних історіях і є першим в трилогії, що включає фільми «Цар царів» (англ. The King of Kings, 1927) і «Хресне знамення» (англ. The Sign of the Cross, 1932).

## Сюжет
Фільм складається з двох частин. У першій розповідається про вихід євреїв з Єгипту та отриманні Мойсеєм скрижалей з Десятьма Заповідями на горі в Синайській пустелі. У другій частині — наш час. У сім'ї, глибоко віруючої матері два сини. Джон розділяє релігійні погляди своєї матері. Ден, матеріаліст до мозку кісток, скептично ставиться до релігії й Бога в цілому і до Десяти Заповідей зокрема. Як далеко здатна зайти його невіра і до яких результатів воно в підсумку призведе?

## У ролях
- Теодор Робертс — Мойсей
- Шарль де Рошфор — Рамзес II
- Естель Тейлор — Міріам
- Джулія Фей — дружина фараона
- Джеймс Нілл — Аарон, брат Мойсея
- Едіт Чепмен — місис Марта МакТевіш
- Річард Дікс — Джон МакТевіш
- Род Ла Рок — Ден МакТевіш
- Нобл Джонсон — бронзова людина